# Orhan Şerit
Orhan Şerit (* 2. Januar 1962 in Kocaeli) ist ein türkischer Fußballtrainer.

## Karriere
Şerit begann seine Trainerkarriere, indem er 1992 in der Jugendabteilung seines Heimatvereins Kocaelispor als Nachwuchstrainer zu arbeiten begann. Bis ins Jahr 1998 übernahm er hier diverse Tätigkeiten und wurde anschließend Co-Trainer der Profimannschaft. Dabei assistierte er Güvenç Kurtar. Mit diesem Trainer arbeitete er später noch einige Male zusammen.
Im Februar 2007 übernahm er seinen Heimatklub Kocaelispor als Cheftrainer und arbeitete damit in dieser Funktion zum ersten Mal. Zum Saisonende verließ er diesen Klub wieder.
Im Sommer 2011 übernahm er den Viertligisten Kahramanmaraşspor und betreute ihn bis zur nächsten Winterpause. Diesen Verein übernahm er November 2013 zum zweiten Mal. Zum Saisonende stieg Şerit mit Kahramanmaraşspor als Tabellenletzter in die TFF 2. Lig ab.